# Gonodes
Gonodes is een geslacht van vlinders van de familie Uilen (Noctuidae), uit de onderfamilie Hadeninae.

## Soorten
- G. albifascia Hampson, 1918
- G. albifissa Druce, 1908
- G. aroensis Schaus, 1904
- G. cuneata Dyar, 1914
- G. densissima Dyar, 1914
- G. dianiphea Jones, 1908
- G. echion Schaus, 1914
- G. lilla Jones, 1914
- G. liquida Möschler, 1886
- G. netopha Schaus, 1911
- G. obliqua Druce, 1909
- G. pallida Jones, 1914
- G. viridipicta Dognin, 1910